# Jasen Mesić
Jasen Mesić (ur. 11 czerwca 1972 w Zagrzebiu) – chorwacki polityk, archeolog i urzędnik państwowy, parlamentarzysta, działacz Chorwackiej Wspólnoty Demokratycznej (HDZ), w latach 2010–2011 minister kultury.

## Życiorys
W 1996 ukończył historię i archeologię na Uniwersytecie w Zagrzebiu. W 1999 specjalizował się we Włoszech w zakresie archeologii podwodnej. W 2004 uzyskał magisterium na Uniwersytecie w Sienie.
Od 1996 zatrudniony w resorcie kultury. Był m.in. przewodniczącym chorwackiej delegacji w trakcie spotkań i konferencji organizowanych przez UNESCO oraz ICOMOS. W 2005 wszedł w skład kierownictwa ministerstwa kultury jako asystent (pomoćnik) ministra, następnie objął obowiązki sekretarza stanu. Od grudnia 2010 do grudnia 2011 sprawował urząd ministra kultury w gabinecie kierowanym przez Jadrankę Kosor.
W 2011 z ramienia Chorwackiej Wspólnoty Demokratycznej uzyskał mandat posła do Zgromadzenia Chorwackiego, z powodzeniem ubiegał się o reelekcję w 2015 i w 2016.
W 2017 otrzymał nominację na stanowisko ambasadora Chorwacji w Rzyme.